# Eriphosoma mermudes
Eriphosoma mermudes is een keversoort uit de familie van de boktorren (Cerambycidae). De wetenschappelijke naam van de soort werd voor het eerst geldig gepubliceerd in 2006 door Napp & Monné.